# Mietvilla Meißner Straße 280 (Radebeul)
Die Mietvilla Meißner Straße 280 liegt im Stadtteil Kötzschenbroda der sächsischen Stadt Radebeul, auf der nördlichen Seite der Meißner Straße. Sie wurde 1886–1888 auf eigene Rechnung durch das Baugeschäft von Maurermeister Moritz Große entworfen und ausgeführt.

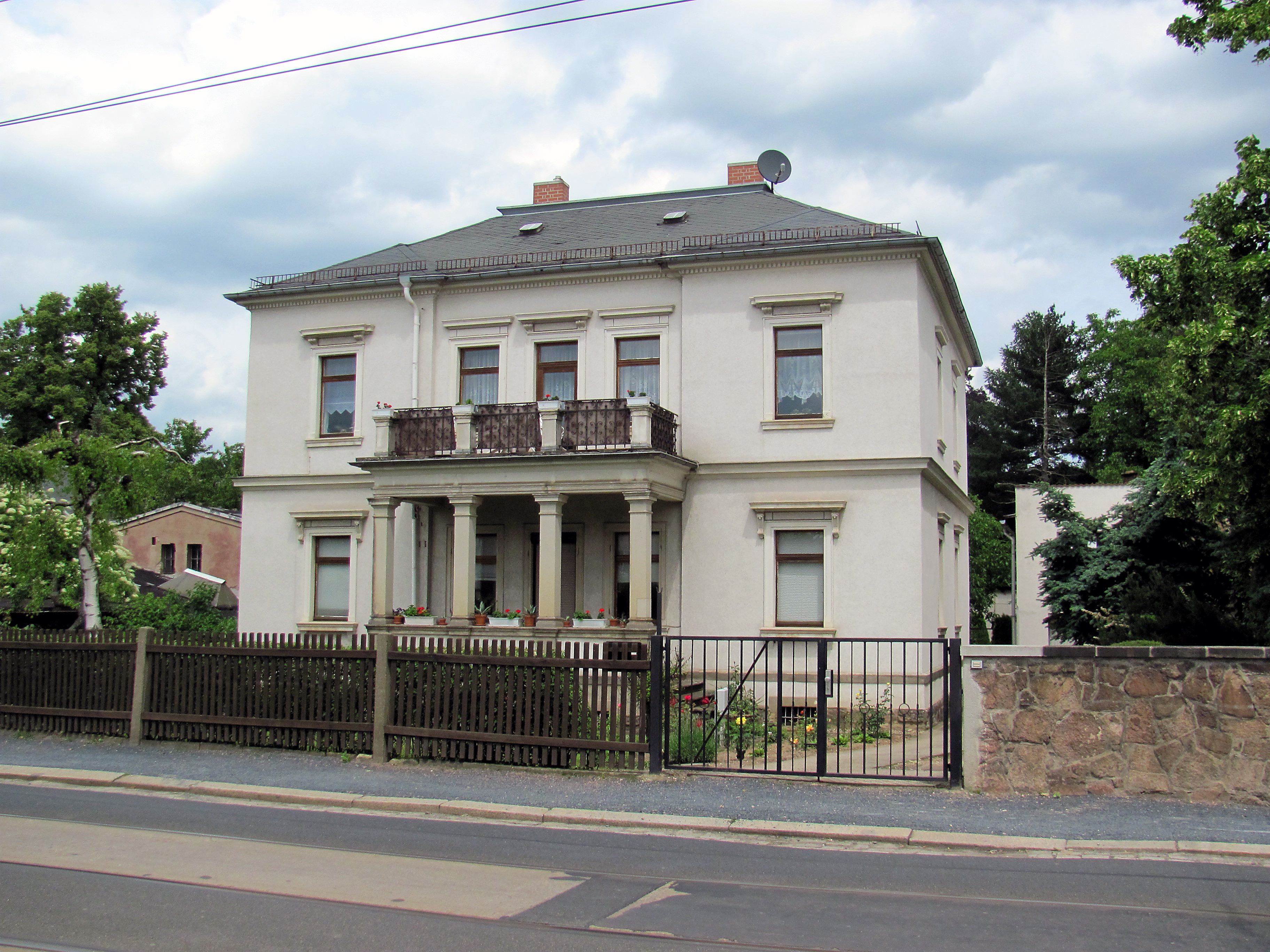
Mietvilla Meißner Straße 280

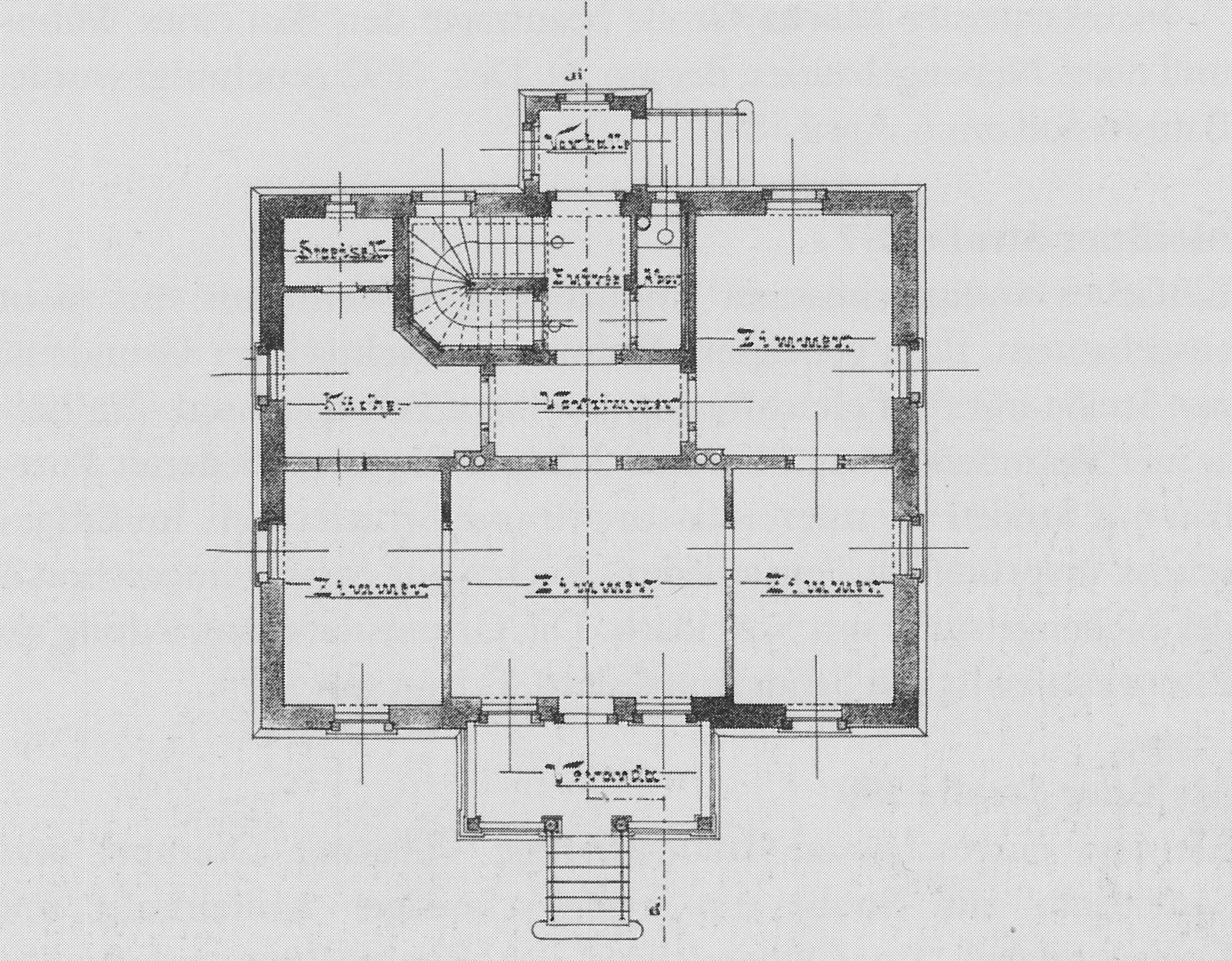
Grundriss Meißner Straße 280 (1886)

Ihr gegenüber, auf der Meißner Straße 289, steht die von Hugo Große errichtete Villa Louise.

## Beschreibung
Die mitsamt der Einfriedung denkmalgeschützte Mietvilla ist ein zweigeschossiges Wohnhaus mit einem flachgeneigten, abgeplatteten Walmdach.
In der symmetrischen, fünfachsigen Straßenansicht der längs zur Straße ausgerichteten Mietvilla findet sich mittig eine dreiachsige flache Rücklage. Dieser ist eine Terrasse mit seitlicher Freitreppe zum Vorgarten und einem pfeilergestützten Altan vorgelegt. Der Austritt obenauf wird durch eine Brüstung aus Sandsteinpfeilern mit Eisengittern begrenzt. 
Die Fenster sind von Sandsteingewänden eingefasst und tragen gerade Verdachungen. Der heutzutage „leicht reduziert[…]“ verputzte Bau im Stil italienischer Renaissance wird durch Geschossgesimse und ein Dach-Zahngesims gegliedert und geschmückt. Die Seitenansichten sind zweiachsig.
Im Inneren ist das Treppenhaus aus der Mittelachse gerückt, die Räume werden durch ein zentrales Vorzimmer erschlossen, was stilistisch einem typischen Grundriss der Dresdner Nicolai-Schule entspricht. Der Bau ist eine Variante der nahegelegenen Moritz-Große-Häuser Meißner Straße 296 und Villa Greif (Radebeul).
Das schlichte eingeschossige Nebengebäude steht rechts an der Grundstücksgrenze; es gehört nicht zum Denkmalumfang. Der Garten auf der Rückseite des Gebäudes reicht unmittelbar bis an die Grundstücksgrenze der Villa Käthe-Kollwitz-Straße 4, deren mit alten Bäumen bestandener Garten als denkmalpflegerische Nebenanlage des Kulturdenkmals selbst auch geschützt ist.